# Priobalna vjetroelektrana Greater Gabbard
Priobalna vjetroelektrana Greater Gabbard je vjetroelektrana snage 504 MW smještena na potopljenom pjeskovitom dnu 23 kilometara (14 milja) od Suffolka na jugoistočnoj obali Velike Britanije. Od rujna 2012. godine, priobalna vjetroelektrana Greater Gabbard je potpuno osposobljena za rad i distribuciju obnovljive električne energije u mrežu. Projekt je rezultat partnerstva između tvrtki Scottish and Southern Energy (SSE) i RWE Innology,  koje su zajedničkim pothvatom završile projekt vrijedan 1,6 miljardi funti.

## Karakteristike i gradnja
Projekt je dobio odobrenje 2007. godine. Početak radova na kopnu u okolici Siezwella započeo je 2008. godine, a priobalni radovi 2009. godine. Prve dvije izgrađene vjetroturbine 2011. godine dobavljaju struju u mrežu, a svih 140 vjetroturbina je završeno i pušteno u rad u rujnu 2012.
Svaka od 140 vjetroturbina stoji na čeličnom stupu koji je umetnut 30 metara u morsko dno. Svaki čelični stup duljine je 60 metara i mase 700 tona. Povrh stupa se nalazi prijelazni dio koji omogućuje pričvršćenje tornja na koji će biti postavljena vjetroturbina. Prijelazni dio je obojan žutom bojom kako bi se lakše uočio i služio kao navigacija u pomorskom prometu. Dobivena električna energija se do obale prenosi kabelima dugim 45 kilometara.

## Pojedinosti
- Instalirana snaga: 504 MW[2]
- Model vjetroturbine: SWT-3.6-107 (Siemens AG)[2]
- Pojedinačna snaga vjetroturbine: 3,6 MW[2]
- Broj vjetroturbina: 140[2]
- Faktor kapaciteta: 39,6 % (procijenjeno)[5]
- Lokacija: u priobalju, 23 kilometara od Siezwella u Suffolku na području Inner Gabbard i The Galloper sandbanks[5]
- Dubina vode: 22 m - 32 m[2]
- Površina na kojoj se prostire: 146 km2[2]

## Korist
- Broj kućanstava koje godišnje opskrbljuje ≈ 350000[2]
- Godišnje smanjenje CO2 emisija ≈ 720000 t[2]
- Godišnje smanjenje SO2 emisija ≈ 16500 t[2]
- Broj novootvorenih stalnih radnih mjesta ≈ 100[3]